# Ribeira de Vide
A Ribeira de Vide é uma ribeira de pequena extensão que pertence à bacia hidrográfica do Rio Tejo.
Nasce na antiga freguesia de São Pedro de Gafanhoeira, concelho da Arraiolos, e junta o seu caudal a montante da Gafanhoeira com a Ribeira da Murteira, passando a designar-se Ribeira do Sabugueiro.
Na antiga freguesia de São Pedro de Gafanhoeira corre paralela à atual Estrada Municipal n.º 507, sendo atravessada por uma ponte rodoviária construída na 2.ª metade do séc. XX.